# Беспалов Валерій Олексійович
Беспалов Валерій Олексійович (нар. 21 вересня 1957, Лісівка, Сталінська область) — український інженер-теплоенергетик з ЧАЕС. Ліквідатор, що, ризикуючи життям, запобіг другому можливому вибуху на ЧАЕС. Герой України. Живе в Києві.

## Життєпис
Народився 21 вересня 1957 року в селі Лесівка в Сталінській області.
1980 року закінчив Одеський політехнічний інститут за фахом інженер-теплоенергетик.
З 1980 року працював на Чорнобильській АЕС, починав з робочих посад, закінчив начальником зміни.
1989—1991 — працював в проектному інституті «Укрдіпроенерго» в Києві інженером-конструктором.
З 1992 року поновив роботу на Чорнобильській АЕС.
З 2012 працює в ДП НАЕК «Енергоатом» диспетчером групи моніторингу ядерних установок.

## Чорнобильська катастрофа
Валерій Беспалов — один з трьох спеціалістів, що в квітні 1986 року, ризикуючи життям, займався спуском води з теплоносія четвертого енергоблоку ЧАЕС.
Близько 185 тонн розплавленого ядерного матеріалу зі зруйнованого реактора пропалювали бетонну плиту під реактором. Під ними в басейні-барбатері накопичувалась вода, що використовувалась під час гасіння пожежі в перші дні після аварії. Її об'єм оцінюється в 19 тис. тонн. У випадку, якщо б розплавлена активна зона дісталась води, була висока ймовірність повторного вибуху. Тому було розроблено план: троє спеціалістів (яких відтоді в ЗМІ часто називають водолазами) мали відправитись через затоплені камери четвертого реактора, знайти два запірних клапани й відкрити їх, щоб спустити воду.
Борис Баранов — був начальником зміни станції, приймав рішення, що випорожнювати басейн-барботеру зруйнованого енергоблока від води будуть три особи: він сам, старший інженер енергоблока № 3 Валерій Беспалов та старший інженер Олексій Ананенко.
ЗМІ писали про те, що всі троє героїв загинули від променевої хвороби, але це не відповідає дійсності. Всі троє вижили, отримавши некритичні дози опромінення.

## Нагороди
- Звання Герой України з врученням ордена «Золота Зірка» (27 червня 2019) — за героїзм і самовіддані дії, виявлені під час ліквідації аварії на Чорнобильській АЕС[6][7]
- Орден «За мужність» III ст. (25 квітня 2018) — за значний особистий внесок у подолання наслідків Чорнобильської катастрофи, виявлені самовідданість і високий професіоналізм, багаторічну плідну громадську діяльність та з нагоди Міжнародного дня пам'яті про Чорнобильську катастрофу[8]
- 1989 — нагороджений Орденом Пошани за участь в ліквідації наслідків аварії на ЧАЕС.
- 2008 — був нагороджений Почесною відзнакою МНС України.[9]

## Сім'я
Одружений, має доньку.